# Горбачево (Жарковский район)
Горбачево — деревня в Жарковском районе Тверской области. Входит в состав Жарковского сельского поселения (центр — деревня Зеленьково).

## География
Деревня расположена в северной части района, в 1,2 км от границы с Нелидовским. Расстояние до пгт Жарковский составляет 43 км. Ближайший населенный пункт — деревня Зеленьково.

## История
На топографической карте Фёдора Шуберта 1867 — 1901 годов обозначен господский дом Горбачево.
На карте РККА 1923—1941 годов обозначена деревня Горбачево. Имела 11 дворов.

## Население
| 2010 |
| ---- |
| 7    |

В 2002 году население деревни составляло 15 человек.
Национальный состав
Согласно результатам переписи 2002 года, в национальной структуре населения русские составляли 100 % от жителей.

## Известные уроженцы
- В деревне родился Александр Блау — Герой Советского Союза[7].